# Eleição municipal de Santa Luzia (Minas Gerais) em 2016
A eleição municipal de Santa Luzia em 2016 foi realizada para eleger um prefeito, um vice-prefeito e 17 vereadores no município de Santa Luzia, no estado brasileiro de Minas Gerais. Foram eleitos Roseli Ferreira Pimentel (Partido Socialista Brasileiro) e Fernando Cesar de Almeida Nunes Resende Vieira para os cargos de prefeito(a) e vice-prefeito(a), respectivamente. Seguindo a Constituição, os candidatos são eleitos para um mandato de quatro anos a se iniciar em 1º de janeiro de 2017. A decisão para os cargos da administração municipal, segundo o Tribunal Superior Eleitoral, contou com 154 877 eleitores aptos e 27 170 abstenções, de forma que 17.54% do eleitorado não compareceu às urnas naquele turno. 

## Resultados

### Eleição municipal de Santa Luzia em 2016 para Prefeito
A eleição para prefeito contou com 6 candidatos em 2016: Roseli Ferreira Pimentel do Partido Socialista Brasileiro, Christiano Augusto Xavier Ferreira do Partido Social Democrático (2011), Mirian Cristina Correa Alves do Partido dos Trabalhadores, Ilacir Bicalho de Barros do Movimento Democrático Brasileiro (1980), Aguinaldo Campos da Costa do Partido da Social Democracia Brasileira, Joao Batista de Queiroz do Partido Socialismo e Liberdade que obtiveram, respectivamente, 35 995, 30 800, 6 799, 9 613, 19 654, 1 320 votos. O Tribunal Superior Eleitoral também contabilizou 17.54% de abstenções nesse turno.
| Candidato(a)                             | Vice                                           | Coligação                                      | Votos recebidos | Percentual |
| ---------------------------------------- | ---------------------------------------------- | ---------------------------------------------- | --------------- | ---------- |
| Roseli Ferreira Pimentel (PSB)           | Fernando Cesar de Almeida Nunes Resende Vieira | Fe em Quem Faz Com o Coraçao                   | 35995           | 34.55%     |
| Christiano Augusto Xavier Ferreira (PSD) | Fabian Ricardo Schettini                       | Mudar Com Segurança                            | 30800           | 29.56%     |
| Aguinaldo Campos da Costa (PSDB)         | Helio Eduardo Alves Pereira                    | Somos Todos Santa Luzia                        | 19654           | 18.87%     |
| Ilacir Bicalho de Barros (MDB)           | Celso Frederico Haddad                         | Santa Luzia para Todos                         | 9613            | 9.23%      |
| Mirian Cristina Correa Alves (PT)        | Reinaldo Vitalino de Mello                     | Novos Tempos para Santa Luzia                  | 6799            | 6.53%      |
| Joao Batista de Queiroz (PSOL)           | Antonio Filmo da Cruz                          | Partido Socialismo e Liberdade (sem coligação) | 1320            | 1.27%      |

### Eleição municipal de Santa Luzia em 2016 para Vereador
Na decisão para o cargo de vereador na eleição municipal de 2016, foram eleitos 17 vereadores com um total de 108 392 votos válidos. O Tribunal Superior Eleitoral contabilizou 8 707 votos em branco e 10 608 votos nulos. De um total de 154 877 eleitores aptos, 27 170 (17.54%) não compareceram às urnas.
| Nome                           | Partido político                               | Coligação                                               | Votos recebidos | Percentual |
| ------------------------------ | ---------------------------------------------- | ------------------------------------------------------- | --------------- | ---------- |
| Luiza Maria Ferreira Pinto     | Partido Trabalhista Brasileiro (PTB)           | Partido Trabalhista Brasileiro (sem coligação)          | 2778            | 2.56%      |
| Emilia Alves da Cruz           | Partido Socialista Brasileiro (PSB)            | Partido Socialista Brasileiro (sem coligação)           | 1827            | 1.69%      |
| Vagner Jose Alves              | Movimento Democrático Brasileiro (MDB)         | Democracia e Participaçao                               | 1639            | 1.51%      |
| Jose Marcelino de Oliveira     | Partido Popular Socialista (PPS)               | Democracia e Participaçao                               | 1609            | 1.48%      |
| Paulo Henrique Paulino E Silva | Patriota (PATRI)                               | Novos Tempos Para Santa Luzia                           | 1598            | 1.47%      |
| Suzane Duarte Almada           | Partido dos Trabalhadores (PT)                 | Novos Tempos Para Santa Luzia                           | 1572            | 1.45%      |
| Silmario Gonçalves Eleoterio   | Podemos (PODE)                                 | Podemos (sem coligação)                                 | 1489            | 1.37%      |
| Henry Santos do Amaral         | Partido Republicano Brasileiro (PRB)           | Partido Republicano Brasileiro (sem coligação)          | 1404            | 1.3%       |
| Marcio Antonio Ferreira        | Partido Social Cristão (PSC)                   | Humanista Cristao                                       | 1340            | 1.24%      |
| Ivo da Costa Melo              | Partido Socialista Brasileiro (PSB)            | Partido Socialista Brasileiro (sem coligação)           | 1287            | 1.19%      |
| Cesar Augusto Lara Diniz       | Partido Comunista do Brasil (PCdoB)            | Partido Comunista do Brasil (sem coligação)             | 1283            | 1.18%      |
| João Rodrigues dos Santos      | Partido Republicano da Ordem Social (PROS)     | Partido Republicano da Ordem Social (sem coligação)     | 1246            | 1.15%      |
| Sandro Lucio de Souza Coelho   | Partido Socialista Brasileiro (PSB)            | Partido Socialista Brasileiro (sem coligação)           | 1246            | 1.15%      |
| Adriano Moura dos Reis         | Partido Republicano da Ordem Social (PROS)     | Partido Republicano da Ordem Social (sem coligação)     | 1116            | 1.03%      |
| Jose Claudio dos Santos        | Partido da Social Democracia Brasileira (PSDB) | Partido da Social Democracia Brasileira (sem coligação) | 1094            | 1.01%      |
| Nilson Martins da Conceicao    | Partido Trabalhista Cristão (PTC)              | Partido Trabalhista Cristão (sem coligação)             | 946             | 0.87%      |
| André Luiz Leite Nunes         | Partido da Social Democracia Brasileira (PSDB) | Partido da Social Democracia Brasileira (sem coligação) | 903             | 0.83%      |